# Igavene üliõpilane Juulius

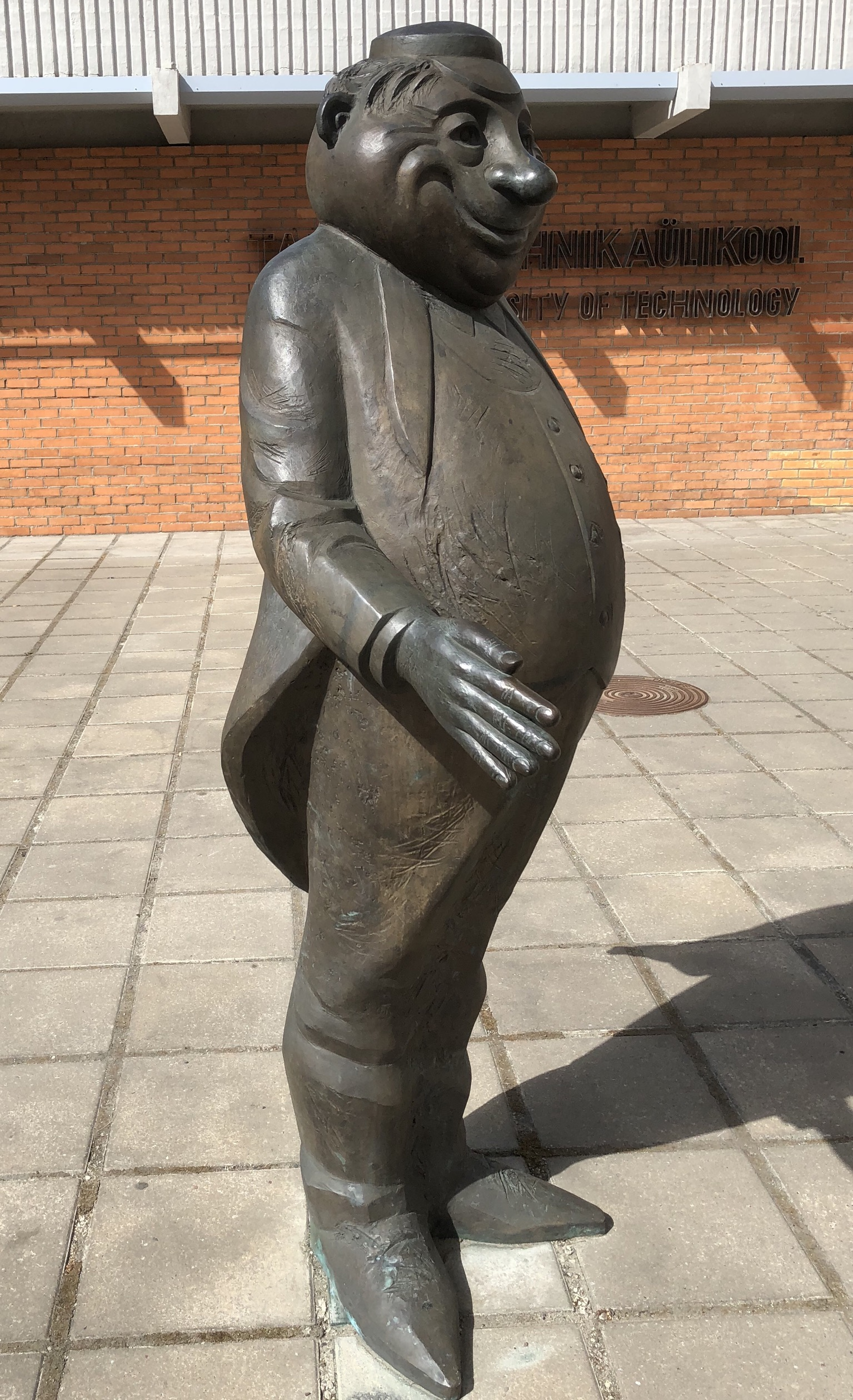
Skulptur des Ewigen Studenten Julius

Igavene üliõpilane Juulius (deutsch Ewiger Student Julius) ist eine Skulptur in der estnischen Hauptstadt Tallinn (Reval).
Sie befindet sich unmittelbar vor dem Haupteingang der Technischen Universität Tallinn.
Die einen breit grinsenden, dickbäuchigen Mann darstellende Bronzeskulptur wurde von der Bildhauerin Tiiu Kirsipuu geschaffen. Der lebensgroße zwei Meter hohe Ewige Student Julius streckt den zum Eingang der Universität strebenden Menschen freundlich zur Begrüßung seine rechte Hand entgegen.
Die Skulptur wurde am 15. September 2008 anlässlich des 90. Jahrestags der Gründung der Technischen Universität in Anwesenheit des Rektors Peep Sürje und des Vorsitzenden der Studentenschaft Heiki Beres eingeweiht. Die Idee zum Charakter des dicken Julius geht bereits auf das Jahr 1991 zurück.